# Доронинская (станция)
Доро́нинская — железнодорожная станция на однопутной тупиковой неэлектрифицированной железнодорожной линии Дорошиха — Васильевский Мох Октябрьской железной дороги. Находится в окрестностях деревни Изворотень Калининского района Тверской области.
Станция была построена позднее,  чем железная дорога Дорошиха — Васильевский Мох. Она потребовалась в связи с решением о создании железнодорожного подхода к промышленным предприятиям затверецкой части города Калинина (Затверечье — северо-восточная часть Твери, отделённая от основной территории города реками Волгой и Тверцой, длительное время не имела железных дорог из-за своего обособленного географического положения). Проектное название — разъезд 11 километр. Станция была сдана в эксплуатацию в 1974 году.
Станция была названа по личному предложению А. Мосиевского в честь начальника отдела движения Московского отделения Октябрьской железной дороги Г. И. Доронина.
Иногда эта версия оспаривается и высказывается мнение, что станция была названа по соседнему населённому пункту. Это — вымысел, в Калининском районе нет и не было населённых пунктов с названием «Доронино», «Доронинское» или другим подобным.
До конца 2018 года станция использовалась для грузовой работы, оборудована электрической централизацией стрелок и сигналов. Имеет 4 пути, одну железобетонную пассажирскую посадочную платформу с металлическим павильоном. От станции начинается 14-километровый подъездной путь к Тверскому комбинату строительных материалов № 2. На станции останавливались все пригородные поезда сообщением Тверь — Васильевский Мох.
На протяжении 3 километров к северу от Доронинской параллельно линии на Васильевский Мох ранее пролегал подъездной путь на территорию исправительно-трудовой колонии ОН-55/10, расположенной вблизи остановочного пункта «Завод „Метиз“». Он был разобран не позднее 1990-х годов.
Южнее станции, за мостом через реку Тверцу, отходит действующий подъездной путь на тверскую ТЭЦ-3. Стрелочный перевод централизован, находится в границах станции Доронинская.